# Pianoscharnier

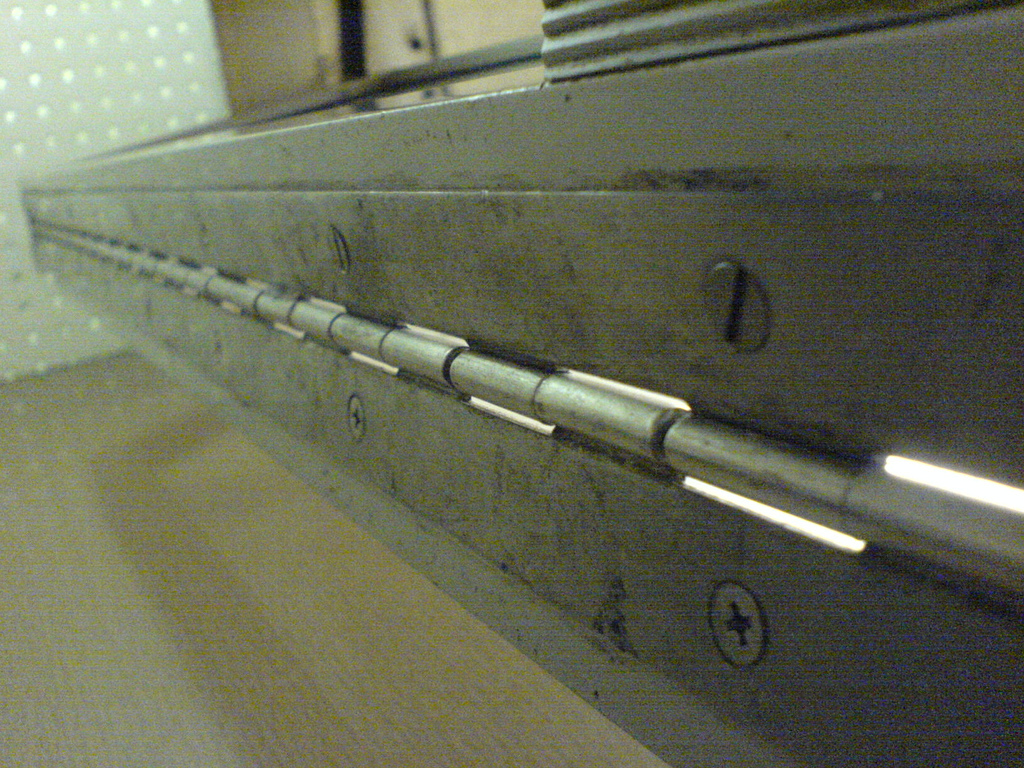
Pianoscharnier van een piano

Een pianoscharnier is een lang, smal scharnier, vaak meerdere meters lang.
Een pianoscharnier wordt meestal verkocht op lengtes van 2 meter of rollen van 5 meter, maar andere maten komen ook voor. De scharnier is bedoeld om over de gehele lengte van het te scharnieren object te gebruiken en kan makkelijk op maat worden gezaagd of geknipt. Pianoscharnieren worden niet alleen voor (kast-)deuren en kleppen gebruikt, maar ook in de luchtvaart, apparaten- en machinebouw.
De naam verwijst naar het gebruik bij piano's, waar de klep die de toetsen afdekt met een dergelijk scharnier aan het instrument is verbonden.